# TS Wisła Kraków

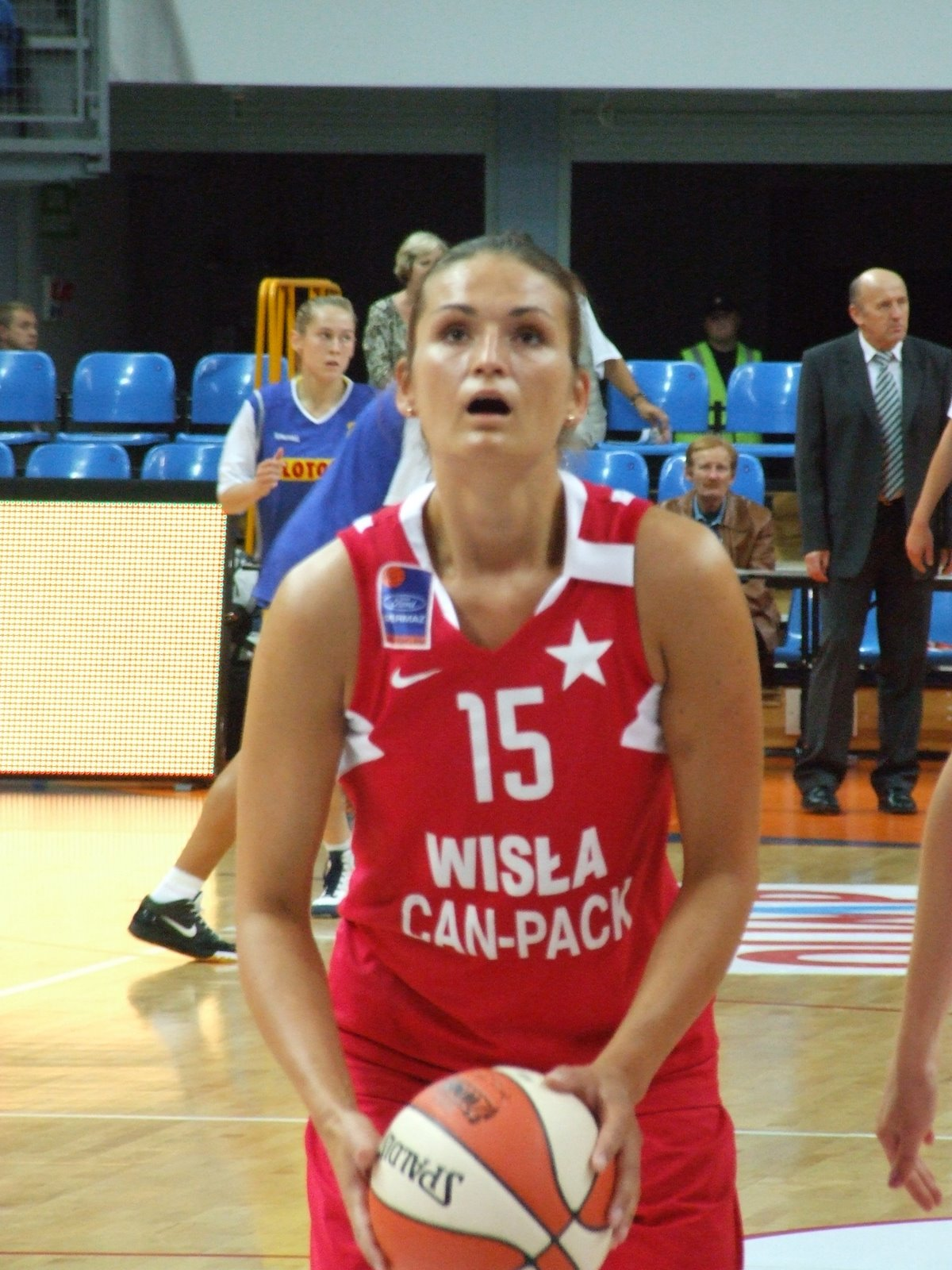
Dorota Gburczyk van Wisła Can-Pack Kraków in 2009.

Towarzystwa Sportowego Wisła Kraków is een damesbasketbalclub uit de Poolse stad Krakau. De club werd in totaal vijfentwintig keer Pools landskampioen en won dertien keer de Poolse beker. In 1970 verloor Wisła de finale van de FIBA Women's European Champions Cup van TTT Riga uit de Sovjet-Unie (nu Letland), over twee wedstrijden met een totaalscore van 87-130.

## Erelijst
- Pools Landskampioenschap (25):
  - Winnaar: 1963, 1964, 1965, 1966, 1968, 1969, 1970, 1971, 1975, 1976, 1977, 1979, 1980, 1981, 1984, 1985, 1988, 2006, 2007, 2008, 2011, 2012, 2014, 2015, 2016
  - Tweede: 1952, 1967, 1972, 1973, 1974, 1983, 1987, 1992, 1999, 2005, 2013, 2017
  - Derde: 1951, 1959, 1960, 1961, 1962, 1982, 1998, 2000, 2009

- Poolse Beker (13):
  - Winnaar: 1959, 1960, 1961, 1966, 1967, 1979, 1984, 2006, 2009, 2012, 2014, 2015, 2017
  - Runner-up: 1969, 1978, 2005, 2007, 2008, 2013, 2018

- Poolse Supercup (2):
  - Winnaar: 2008, 2009

- PZKosz Cup (1):
  - Winnaar: 1984

- FIBA Women's European Champions Cup:
  - Runner-up: 1970

## Bekende spelers
- Ewelina Kobryn
- Anke De Mondt
- Hind Ben Abdelkader
- Gintare Petronyte
- Gunta Baško
- Zane Tamane
- Marta Fernández
- Ana Dabović
- Jevgenia Nikonova
- Alena Levtsjanka
- Alana Beard
- Tina Charles
- Katie Douglas
- Candice Dupree
- Chamique Holdsclaw
- Jantel Lavender
- Taj McWilliams-Franklin
- Nicole Powell
- Courtney Vandersloot
- Allie Quigley